# Juri Steiner

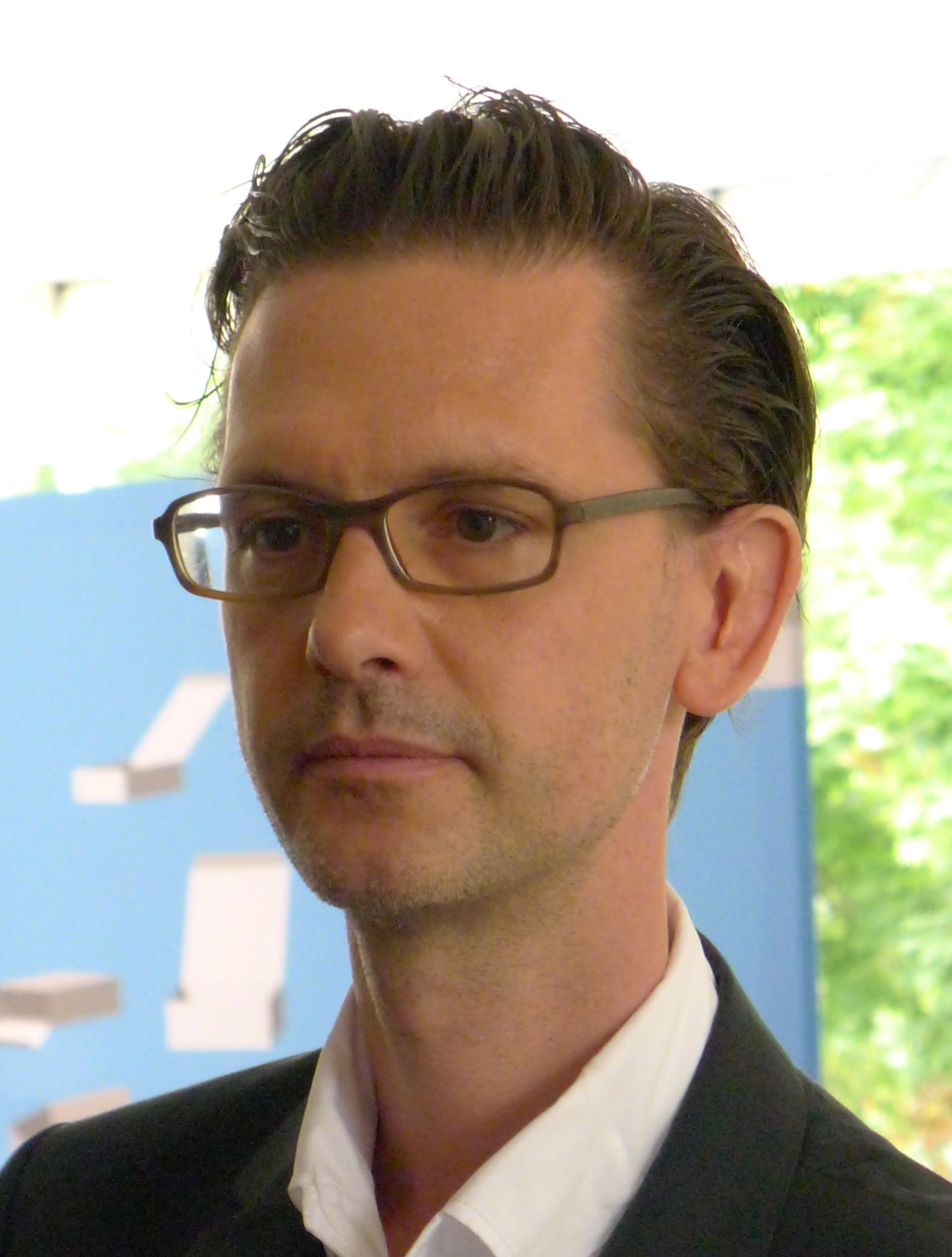
Juri Steiner (2013)

Juri Hans Steiner (* 4. September 1969 in Zürich) ist ein Schweizer Kunsthistoriker und Kurator.

## Leben
Steiner studierte Kunstgeschichte, Germanistik und Philosophie an der Universität Zürich und wurde dort 2003 promoviert. Er arbeitete ab 1993 freiberuflich für das Kunsthaus Zürich und schrieb für die NZZ. Während der Expo.02 war Steiner für die Konzeption und Umsetzung der «Arteplage Mobile du Jura» zuständig. Im Auftrag der Stadt Zürich realisierte er die Wiederbelebung des Cabaret Voltaire. 2005 war er Ko-Kurator des Schweizer Pavillons der Expo 2005 im japanischen Aichi. Von 2007 bis 2011 war er Direktor des Zentrums Paul Klee in Bern. Steiner wirkte in der Sendung Literaturclub des Schweizer Fernsehens mit und 2011/12 in der Sternstunde Philosophie.
Von 2013 bis 2016 war Steiner in der Jury des Ingeborg-Bachmann-Preises.
Seit 2012 ist Juri Steiner Geschäftsführer und Kurator des Vereins dada 100 zürich 2016.
Seit 2022 leitet er als Direktor das Musée cantonal des Beaux-Arts in Lausanne.

## Schriften und Ausstellungskataloge (Mitwirkung)
- Elisabeth Heller. Fabian-und-Claude-Walter-Galerie, Basel 1999.
- Young. Christoph-Merian-Verlag, Basel 1999.
- Aufstieg und Fall der Stadt Paris zwischen Second Empire und 1968. Dissertation, Universität Zürich 2003 (online als PDF)
- Lost paradise. Zentrum Paul Klee, Bern 2008.
- Fredi M. Murer als Zeichner. Ed. Stephan Witschi, Zürich 2010.
- Urban.art.marks. Interact, Luzern 2011.
- Hans Arp Ovi Bimba, Hrsg. Melanie Dankbar und Juri Steiner, Verlag Hauser & Wirth und JRP/Ringier, Zürich 2012.
- 165 DadaistInnen, Hrsg. Adrian Notz und Juri Steiner, Verlag des Cabaret Voltaire, Zürich 2013.
- Expedition ins Glück. 1900–1914, Hrsg. Juri Steiner und Stefan Zweifel, Katalog zur Ausstellung im Schweizerischen Nationalmuseum, Verlag Scheidegger & Spiess, Zürich 2014.